# Karl Grünberg (Schriftsteller)

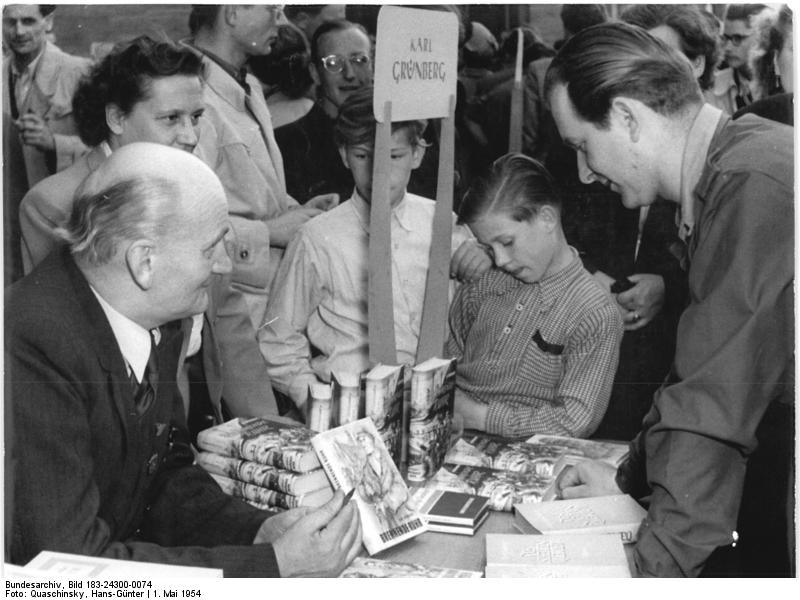
Karl Grünberg (links) signiert Bücher beim Berliner Schriftsteller-Basar 1954

Heinrich Karl Grünberg (* 5. November 1891 in Pankow; † 1. Februar 1972 in Berlin) war ein deutscher kommunistischer Schriftsteller und Journalist.

## Leben
Der Schuhmachersohn Karl Grünberg war 1911 der SPD beigetreten, wechselte 1919 zur USPD und schließlich 1920 zur KPD über. Er war Mitbegründer des Bundes proletarisch-revolutionärer Schriftsteller (1928–1935). Grünberg war einer der Autoren, deren Werke bei der von den Nazis veranstalteten Bücherverbrennung am 10. Mai 1933 in die Flammen geworfen wurden. Nach 1933 beteiligte Grünberg sich am kommunistischen Widerstand gegen den Nationalsozialismus und war zeitweise im KZ Sonnenburg inhaftiert. Seit 1936 arbeitete er als Chemotechniker bei der Schering AG in Berlin. Von 1943 bis 1945 war er bei der Luftschutzpolizei in Essen und Berlin dienstverpflichtet.
Noch in den letzten Apriltagen 1945 gründete er mit anderen das „Volkskomitee Berlin-Pankow“. Dieses Komitee verfasste am 2. Mai 1945 den ersten Aufruf an die Einwohner des Stadtbezirkes Berlin-Pankow. Unmittelbar nach Kriegsende übernahm Karl Grünberg für einige Monate den Neuaufbau des Pankower Gerichtswesens. Mehrere Jahre lang war er Redakteur der SMAD-Zeitung Tägliche Rundschau. Anschließend betätigte er sich wieder als freier Schriftsteller. 1950 erhielt er im vom Zentralrat der FDJ ausgeschriebenen künstlerischen Wettbewerb Die Jugend baut ihre Heimat für sein Stück Golden fließt der Stahl – zusammen mit zwei Laienspielen – den mit 500 D-Mark ausgelobten dritten Preis.

## Werke
- Die sozialistische Volkswehr, 1919
- Brennende Ruhr, Roman aus der Zeit des Kapp-Putsches und des Ruhraufstands, 1928 (E-Text)
- Der Moloch, Roman, 1931
  - zweite Fassung: Gloria Victoria, 1960
- Das Schattenquartett, autobiografischer Roman, 1948
- Hitlerjunge Burscheidt, 1948
- Die Flucht aus dem Eden, 1949
- Golden fließt der Stahl, Theaterstück, 1950
- Helden der Arbeit. Aus dem Leben und Wirken der Helden unserer Zeit, 1951 (darin u. a.: Hans Garbe – Der Mann im feurigen Ofen)
- Es begann im Eden, 1951/1953
- Episoden. Erlebnisreportagen aus sechs Jahrzehnten Kampf um den Sozialismus, 1960
- Mit der Zeitlupe durch die Weimarer Republik, 1960
- Der Goldschatz in der Taiga, 1961
- Die Getreuen vom Galgenberg, 1965
- Von der Taiga bis zum Kaukasus. Erlebnisse aus den zwanziger Jahren und später, 1970 (später unter dem Titel Zwischen Taiga und Kaukasus)
- Wie ich es sah, Erzählungen, 1972